# Калифорнийская квакша
Калифорнийская квакша (лат. Hyliola cadaverina) — вид бесхвостых земноводных из семейства квакш.
Общая длина достигает 2,9—5 см. Голова короткая, толстая. Туловище широкое. Кожа бугристая и бородавчатая. Конечности массивные с развитыми пальцами с присосками. Окраска спины серая или светло-коричневая с тёмными пятнами. Брюхо беловатого цвета. Внутренняя сторона лап, пах жёлтые. У самцов горло тёмно-желтой окраски.
Любит редколесья. Встречается только у воды, редко удаляется от неё дальше, чем на несколько метров. Часто забираются по несколько штук в щели, углубления в камнях на берегах ручьёв и прудов. При температурах ниже 25 ° C температура квакши немного выше температуры окружающей среды, при более высоких температурах - ниже. Высыхая, может потерять без смертельных последствий до 35% от исходного веса тела. Активна с середины февраля до начала октября. Питается паукообразными и насекомыми.
Спаривание происходит с середины апреля до конца июня. Самка откладывает в среднем 15 яиц. Головастики в водоёмах наблюдаются с конца апреля до конца августа.
Вид распространён в Калифорнии (США) и Нижней Калифорнии (Мексика).